# شهناز اعلامی
شهناز اعلامی (زاده ۱۲۹۹؟ - ۱۳۸۲) شاعر، پژوهشگر و فعال حقوق زنان ایرانی بود. وی در دوران جوانی به عضویت حزب توده ایران در آمد و بعد از ترور نافرجام شاه در سال ۱۳۲۷ ناگزیر شد به آلمان شرقی مهاجرت کند. در آنجا و در دانشگاه هومبولت موفق به اخذ دکترا در رشته ادبیات فارسی شد و به مدت پانزده سال در سمت استاد دانشگاه مشغول به تدریس بود.وی در آلمان به عضویت فدراسیون دموکراتیک جهانی زنان (WIDF) درآمد و به عنوان نماینده در کمیسیون مقام زن سازمان ملل متحد خدمت کرد. اعلامی بعد از اتهاماتی که نورالدین کیانوری مبنی بر عضویت او در ساواک برای او به‌وجود آورد ناگزیر به فرار به آلمان غربی شد. اعلامی شعر نیز می‌گفت و چند کتاب شعر از او منتشر شده است.    

## زندگی‌نامه
پدرش از عالمان دینی نائین و معروف به ثقةالاسلام ابوتراب اعلامی بود. شهناز اعلامی بیشتر دوران کودکی‌اش را در روستای کویری چم، نزدیک نایین، گذراند. پدرش از حامیان پروپاقرص جنبش مشروطه بود و بعدها در اصفهان به ریاست عدلیه منصوب شد. در دورانی که تحصیل برای دختران امری متدوال نبود، او در سن پنج‌سالگی به مدرسه فرستاده شد. شهناز، آخرین سال دبیرستان را در تهران و در مدرسه ناموس سپری کرد.
بعد از بازگشت به اصفهان او برای استقلال مالی از خانواده سختی‌های زیادی کشید و بعد از تحمل فشارها و تهدیدهای بسیار از جانب خانواده و جامعه توانست به سمت حسابدار در یک بانک مشغول به کار شود. او به همراه دو نفر دیگر تنها زنان اصفهانی محسوب می‌شدند که کاری در یک نهاد دولتی داشتند. فرد دیگری که در همان بانک مشغول به کار بود ژاله اصفهانی بود. بعدها هردوی این افراد به عضویت حزب توده ایران درآمدند.
او در رشتهٔ تحصیلی ادبیات فارسی در دانشگاه تهران تحصیل کرد،
وی در سال ۱۳۲۵ به عضویت تشکیلات زنان حزب توده درآمد. اعلامی پس از ممنوعیت حزب در ایران پس از سوءقصد به جان شاه در اصفهان دستگیر شد و حدود یک سال در زندان بود. او بعداً به تهران رفت و در آنجا به‌طور جدی در تشکیلات زنان حزب مشغول به فعالیت شد و در همان‌جا با محمود ژندی (حیدری ملایری) از افراد تأثیرگذار حذب و مدیرمسئول روزنامه به‌سوی آینده ازدواج کرد و از او صاحب فرزند گردید. در همین سالها بود که او اشعاری را به چاپ رساند که در آن بیشتر از فقر طبقه فرومایه جامعه سخن می‌گفت. اشعار او همچنین در نشریات توده مانند چلنگر به مدیریت محمدعلی افراشته نیز چاپ شد. پس از کودتای ۲۸ مرداد سال ۱۳۳۲ به آلمان شرقی فرار کرد.
اعلامی سپس به آلمان رفت و از دانشگاه هومبولت برلین در مقطع دکترای ادبیات فارسی فارغ‌التحصیل شد. رساله دکترای او در مورد پروین اعتصامی بود که در سال ۱۹۶۶ (۱۳۴۵) از آن دفاع نمود. اعلامی مدتی نزدیک به ۱۵ سال در دانشگاه هومبولت برلین شرقی به تدریس زبان و ادبیات فارسی پرداخت و در سال ۱۹۸۶ آموزشگاهی به نام پروین اعتصامی برای فرزندان ایرانیان ساکن برلین باز کرد.
وی در آلمان به عضویت فدراسیون دموکراتیک جهانی زنان (WIDF) درآمد و به عنوان نماینده در کمیسیون مقام زن سازمان ملل متحد خدمت کرد. در همان سالها او در دانشگاه هومبولت به تدریس ادبیات فارسی می‌پرداخت و در همان‌جا با بزرگ علوی همکاری می‌کرد.
براساس اسناد مذکور در کتاب حزب توده ایران در مهاجرت، نورالدین کیانوری نقش مهمی در اخراج اعلامی از آلمان شرقی داشت. وی در نامه‌ای به مقامات آلمانی گزارش می‌دهد که خانم اعلامی از نظر سیاسی فردی نامطمئن است و روابط مشکوکی با ایرانیان برلن غربی دارد و براساس این گزارش بود که نامبرده تحت نظارت دائمی قرار گرفت و سرانجام خانم اعلامی در سپتامبر ۱۹۷۹ م. / شهریور ۱۳۵۸ ش. از این کشور اخراج و به برلن غربی فرستاده می‌شود.
ولی قاسم شفیع نورمحمدی در کتاب «سال‌های مهاجرت»، حزب توده ایران در آلمان شرقی» نوشته که «سرانجام در سپتامبر ۱۹۷۹ (شهریور ۱۳۵۸) شهناز اعلامی به همراه دخترش «براساس موافقت دبیر اول حزب سوسیالیست متحد آلمان، رفیق اریش هونکر، [...] فوراً از جمهوری دمکراتیک آلمان اخراج» می‌شود. اما سازمان امنیت آلمان شرق در همان گزارش، برخلاف ادعای کیانوری، تأکید می‌کند که «هیچ‌گونه اطلاعی از فعالیت جاسوسی [اعلامی] یا فعالیت منفی خصمانه وی علیه جمهوری دمکراتیک آلمان، در دست ندارد!» شهناز اعلامی در مصاحبه با حمید احمدی، علت اخراج خود از آلمان شرقی را تحریکات کیانوری دانسته و کیانوری را «افسر ک.گ. ب» قلمداد می‌کند.»
از او علاوه بر مقالات، ترجمه‌ها و شعرهای متعددی که در مجله‌ی کاوه (مونیخ آلمان) چاپ شده، کتاب‌هایی نیز به زبان فارسی و آلمانی انتشار داده‌است.

## نمونه شعر
فریاد ز بیگانه و فریاد ز خویشان
ویران ز ستیز است و ستم معبد یزدان
آتشکده خاموش مگر گشته؟ چه رفته ست؟
ایران من از چیست به ماتمکده یکسان؟
از بس که جوان خفته به خاک است، تو گوئی
چون سنگ مزاری ست سراسر همه ایران
فرزند من است آنکه به چاه است چو بیژن
فرزند من است آنکه اسیر است به زندان
ضحاک زمانی دو جوان برد به هر روز
امروز طلب می‌کند از خلق هزاران

## آثار
- نوروزآقا و منیژه‌خانم
- اشعاری برای کودکان
- جغرافی برای کودکان به شعر
- عقده‌های زندگی (چاپ‌شده در آلمان غربی در سال ۱۹۸۲، بازچاپ در سال ۱۹۸۳) شامل بیست داستان کوتاه بر اساس زندگی شخصی اعلامی، از دوران کودکی تا پیش از زندانی‌شدن وی است.[۶]
- دهکده چم (چاپ‌شده در بُن در سال ۱۹۸۶) کتاب شعر حاوی هشتاد شعر که حدود یک‌چهارم آنها شعر سنتی و باقی اشعار بیشتر شعر نو هستند.[۶]
- ترانه‌های جدایی (چاپ‌شده در زاربروکن در ۱۹۹۱) دارای هشتاد و هشت غزل در ۱۹۰ صفحه
- نقش زن ایرانی در ادب فارسی[۱] (چاپ نوید آلمان، ۱۹۹۲)
- کتاب برگزیده اشعار (با نام) ط.ا. نائینی[۵] (چاپ‌شده در تهران در سال ۱۳۸۱) به دست دخترش و یک سال قبل از مرگ وی چاپ شد. کتاب مقدمه کوتاهی دارد که ذبیح‌الله صفا آن را نوشته‌است.
- یادها و نامه‌ها (چاپ‌شده در کلن آلمان، ۲۰۰۴)[۱۳]